# Oszmán Levéltár
Az Oszmán Levéltár olyan történelmi dokumentumok gyűjteménye, amelyek az Oszmán Birodalommal vagy az egykor hozzá tartozó országokkal kapcsolatosak (ez összesen 39 országot ölel fel, köztük 19 a Közel-Keleten, 11 az Európai Unióban és a Balkánon, három a Kaukázusban, kettő Közép-Ázsiában található, emellett a mai Törökországot, Ciprust és Izraelt is).
A fő gyűjteményhez, a Başbakanlık Osmanlı Arşivleri („A miniszterelnökség oszmán levéltára”, Isztambul) tartozik a központi Állami Levéltár (Devlet arşivleri).
A levéltár, amely több mint egy évszázadon át a történelmi belváros központjában helyezkedett el, 2013-ban átköltözött Isztambul Kağıthane városrészébe.

## Története
A jelenlegi gyűjteményben található néhány dokumentum a legkorábbi időszaktól kezdve egészen I. Szulejmán uralkodásáig. A dokumentumok modern levéltárrá szervezése 1847-ben kezdődött, a Hazine-i Evrak megalapításával. Az eredeti épület a nagyvezír hivatalának területén, Gülhanéban volt, és számos jelentős dokumentumnak adott helyet: a Birodalmi Tanács (Divan-i Hümayun), a nagyvezíri hivatal (Bab-i Ali), a pénzügyi részleg (Maliye) feljegyzéseinek és a katasztrális felméréseknek (tapu tahrir defteri). 1846-ban Musztafa Reşid pasa új épület építését rendelte el. Az épületet Gaspare T. Fossati tervezte és 1848-ban épült fel. Ekkor megalapították a dokumentumtár felügyeletéért felelős hivatalt, melynek élére Muhszin efendit nevezték ki.
A köztársaság kikiáltásakor a levéltárat átszervezték, és különféle 19. századi oszmán hivatalok és adminisztratív hatóságok feljegyzéseivel bővítették. 1910 körül a török tudósok megtették az első lépéseket a gyűjtemények osztályozása és katalogizálása felé. Ezek a korai kísérletek a gyűjtemény rendszerezésére számos olyan rendszerezett gyűjteményt (tasnif) hoztak létre, amelyekre még mindig a katalógust megalkotó tudós neve alapján hivatkoznak. A gyűjtemény katalogizálása a mai napig folyamatban van.
Több mint egy évszázad után a levéltár 2013-ban átköltözött az isztambuli belváros központjából a Kağıthane negyedbe.

## A levéltár és az örmény népirtás
A levéltár nemcsak az oszmán államról és a szultáni dinasztiáról tárol információkat, hanem minden egyes nemzetről, amelyek valaha az állam részét alkották. Bár hivatalosan minden kutató előtt nyitva áll, egyes tudósok panaszkodtak arra, hogy akadályozták őket a kutatási területükkel kapcsolatos dokumentumok elérésében, annak természete miatt. Az örmény népirtás számos kutatója – köztük a brit-örmény Ara Sarafian, valamint a népirtást eismerő legjelentősebb török tudós, Taner Akçam – használta a levéltár dokumentumait, mikor anyagot gyűjtött könyveihez, bár állításuk szerint akadályokba ütköztek.
Az Európai Parlament egy 2015. április 15-én megszavazott döntésében kijelentette, hogy az örmény népirtás századik évfordulójának alkalmából Törökország elismerhetné a népirtást és nyilvánossá tehetné az erről szóló dokumentumokat.
A WikiLeaks információi szerint (04ISTANBUL1074 titkosított dokumentum, aláírta: David Arnett 2004. július 4-én az USA isztambuli konzulátusán) Törökország eltávolított a levéltárból egyes, rá nézve terhelő bizonyítékokat az örmény népirtásról.

A Sabanci Egyetem professzora, Halil Berktay állítása szerint két komoly kísérlet is történt arra, hogy megtisztítsák a levéltárat a terhelő dokumentumoktól az örmény kérdést illetően. Az elsőre 1918-ban került sor, vélhetőleg még azelőtt, hogy a szövetségesek elfoglalták volna Isztambult. Berktay és mások az 1919-es török katonai törvényszék előtt elhangzott vallomások alapján arra következtetnek, hogy egyes fontos dokumentumokat „elloptak” a levéltárból. Berktay úgy véli, a második tisztogatásra akkor került sor, amikor Ozal igyekezett elérni a levéltár megnyitását az egykori nagykövetek és tábornokok csoportja előtt, élükön Muharrem Nuri Birgi volt nagykövettel.

## Külső hivatkozások
- The Ottoman Archives Archiválva 2008. július 20-i dátummal a Wayback Machine-ben
- Oriental Collections at Bulgarian National Library